# Rod Milburn
Rodney ("Rod") Milburn, Jr. (Opelousas, Luisiana, 18 de março de 1950 – Port Hudson, Luisiana, 11 de novembro de 1997) foi um atleta norte-americano que ganhou a medalha de ouro nos Jogos Olímpicos de Verão de 1972, em Munique, na prova de 110 metros barreiras.

## Biografia
No início da década de 1970, Milburn dominou os 110 metros barreiras, batendo por três vezes o recorde mundial. Foi imbatível ao longo de todo o ano de 1971, incluindo a vitória nos Jogos Pan-Americanos de Calí, o que o levou a ganhar a alcunha de Hot Rod e a arrebatar o prémio de Atleta do Ano.
No ano seguinte, nos Jogos Olímpicos de Munique, obtém a medalha de ouro com um novo recorde mundial de 13'24 segundos.
Depois de abandonar a competição, Milburn passava parte do seu tempo treinando jovens atletas na Southern University, em Baton Rouge, Luisiana. Porém, encontrava-se frequentemente desempregado e sua vida entrou numa trajectória descendente até se tornar um sem-abrigo. Acabou por falecer, em 1997, num acidente industrial, quando trabalhava numa fábrica de papel em Port Hudson.